# Mistrzostwa Azji U-14 w piłce nożnej
Mistrzostwa Azji U-14 w piłce nożnej (ang. AFC U-14 Championship) – rozgrywki piłkarskie w Azji organizowane przez AFC i przeznaczone dla młodzieży do 14 lat. Pierwszy turniej został wyznaczony na 2014, a jego mecze eliminacyjne startowały w 2012. 
Turniej planowano rozgrywać co dwa lata.

## Finały
| Rok            | Gospodarz |           | Finał | Finał               | Finał                           |  | Mecz o 3. miejsce | Mecz o 3. miejsce | Mecz o 3. miejsce |
| Rok            | Gospodarz | Zwycięzca | Wynik | 2. miejsce          | 3. miejsce                      |  |                   |                   |                   |
| 2014 Szczegóły | Iran      | Irak U-14 | 3 − 0 | Korea Północna U-14 | Iran U-14 Korea Południowa U-14 |  |                   |                   |                   |

## Statystyki
| Lp. | Drużyna | Mistrz | Wicemistrz | Lata triumfów |
| --- | ------- | ------ | ---------- | ------------- |